# Districtul Zhemgang

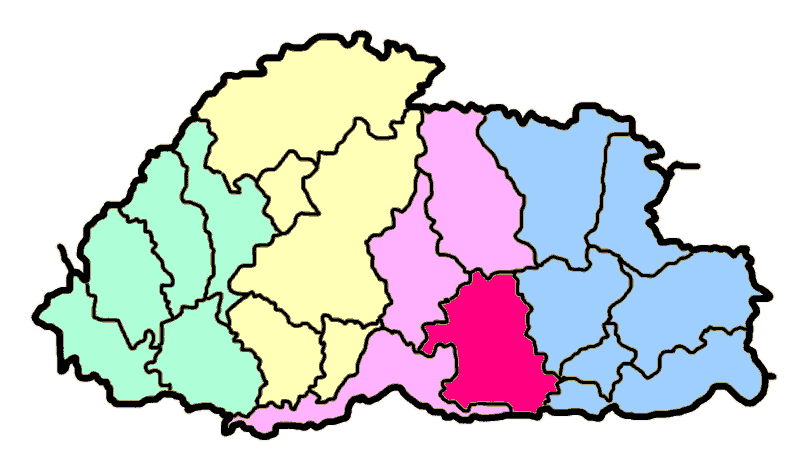
Districtul Zhemgang

Zhemgang este un district din Bhutan. Are o suprafață de 2.579 km² și o populație de 44.516 locuitori. Districtul Zhemgang este divizat în 8 municipii.